# Boguszyn (Dębołęka)
Boguszyn – część wsi Dębołęka w Polsce, położona w województwie zachodniopomorskim, w powiecie wałeckim, w gminie Wałcz.
W latach 1975–1998 Boguszyn administracyjnie należał do województwa pilskiego.